# Spheropistha rhomboides
Espèce
Synonymes
- Argyrodes rhomboides Yin, Peng & Bao, 2004

Spheropistha rhomboides est une espèce d'araignées aranéomorphes de la famille des Theridiidae.

## Distribution
Cette espèce est endémique du Hunan en Chine,.

## Description
La femelle holotype mesure 3,10 mm.

## Publication originale
- Yin, Peng & Bao, 2004 : Two new species of the genus Argyrodes from China (Araneae: Theridiidae). Acta Arachnologica Sinica, vol. 13, no 1, p. 1-6.